# Wildfeuer
Wildfeuer, op. 313, är en polka av Johann Strauss den yngre. Den framfördes första gången den 18 november 1866 i Volksgarten i Wien.

## Bakgrund
Efter Napoleonkrigen förenades de tyska staterna och Österrike 1815 i ett löst förbund med Österrike som den ledande makten. I april 1866 hade Preussen allierat sig med Italien mot Österrike och alla tre länderna mobiliserade sina arméer. Den 14 maj avmarscherade Österrikes trupper från Wien. I en spontan och patriotisk gest erbjöd Johann Strauss sitt hem "till inhysning av sårade officerare om så erfordas", och de tre bröderna Strauss skänkte intäkterna från sina konserter till "humanitära ändamål". Den 17 juni proklamerade kejsare Frans Josef I av Österrike att kriget hade brutit ut och trots att Österrike i början segrade över de italienska styrkorna till land i Custoza och till sjöss vid Lissa, led de norra styrkorna nederlag vid Königgrätz den 3 juli. Vid freden i Prag den 23 augusti 1866 tvingades Österrike avträda Venedig till Italien och Österrike uteslöts från det tyska förbundet för all framtid.

## Historia
Polkan Wildfeuer uruppfördes tillsammans med valsen Feenmärchen (op. 312) och polkan Express-Polka (op. 311) vid samma tillfälle. Evenemanget annonserades som en "Konsert till förmån för Josef och Eduard Strauss, med bidrag av Johann Strauss (Musikdirektör för Kejserliga-Kungliga Hovbalerna)", och ägde rum i Volksgarten den 18 november 1866. Det spelades inte bara verk av Johann Strauss, utan även Josefs Friedenspalmen (op. 207) och Etiquette-Polka (op. 208), samt Eduards polka Colibri (op. 21). Konserten var ett försök från bröderna Strauss att få wienarna att glömma kriget och få tillfälle till lite nöje.
Upprinnelsen till titelvalet var pjäsen Wildfeuer, som hade haft premiär på Wiens Burgtheater den 18 oktober 1866. Pjäsen, som handlar om en flicka utklädd i manskläder, skrevs av Friedrich Halm och Wildfeuer blev ämnet för stor diskussion överallt i Österrike och ynglade av sig i otaliga parodier på Wiens förortsteatrar. Carl Michael Ziehrer var den förste att skriva en polka med titeln Wildfeuer och den framfördes den 11 november 1866. Ziehrer tillägnade polkan skådespelerskan Louisabeth Röckel (1841-1931), vars rolltolkning i den ledande rollen som René ansågs som en bidragande orsak till pjäsens framgång. Endast en vecka efter Ziehrers premiär dirigerade sin version. Strauss förläggare C.A. Spina publicerade klaverutdraget till polkan den 31 december 1866.
Nästan två år senare arrangerade Strauss polkan till ett vokalt stycke, Jubel-Wildfeuer, som ingick i en välgörenhetskonsert i Sofienbad-Saal den 12 oktober 1868 för att fira "Wiener Männergesang-Verein" (Wiens Manskörsförening) 25-årsjubileum. Stycket sjöngs av tre av körens medlemmar: Henriques, Hopp och Josef Weyl, där den senare skrev texter till Strauss valser An der schönen blauen Donau (op. 314), Wein, Weib und Gesang (op. 333) och Neu-Wien (op. 342), liksom till polkan Sängerslust-Polka (op. 328).
Wildfeuer, som omedelbart föregår valsen An der schönen blauen Donau i opuslistan, tillhör en period i Strauss karriär som var ovanligt produktiv vad gäller slagkraftiga verk. Perioden började 1865 med valsen Feuilleton (op. 293) och slutade 1870 med en annan vals, Neu-Wien. Medan polkan Wildfeuer sedan länge har försvunnit från repertoaren fick öppningsmelodin ett nytt liv av Adolf Müller junior (1839-1901), då han inkluderade den tillsammans med andra Straussmotiv i operetten Wiener Blut (1899. I operetten hörs melodin i duetten "Wünsch' gut'n Morgen, Herr van Pepi!".

## Om polkan
Speltiden är ca 2 minuter och 57 sekunder plus minus några sekunder beroende på dirigentens musikaliska tolkning.